# Henry Cabourn Pocklington
Henry Cabourn Pocklington (* 28. Januar 1870 in Exeter; † 15. Mai 1952 in Leeds) war ein britischer Mathematiker und Physiker, der heute vor allem für Beiträge zur Zahlentheorie bekannt ist.

## Leben
Sein Vater Henry Pocklington (1842–1913) war im Versicherungswesen und als Amateurwissenschaftler vor allem in der Mikroskopie bekannt.
Pocklington studierte an der Universität Cambridge mit dem M.A.-Abschluss und erhielt später einen Ehrendoktor (D.Sc.) der Universität London.
Pocklington war ein Lehrer in Leeds (Leiter der Physik-Abteilung an der Central High School) und übte den Beruf auch weiter aus, als er Fellow der Royal Society war. Er wird als Einzelgänger geschildert, der sich nur für Physik, Mathematik und Astronomie interessierte und keine persönlichen Kontakte suchte (außer zu seinem Vater und seiner Schwester Ida). Als Lehrer widmete er sich geduldig Schülern, bei denen er wissenschaftliche Interessen entdeckte, konnte aber Klassen insgesamt nicht kontrollieren, was seine Schüler ausnutzten. Hänseleien seiner Schüler ignorierte er und konnte nur kurzzeitig aus der Haut fahren, wenn ihm bei physikalischen Experimenten Streiche gespielt wurden. Trotz dieser äußerlichen Misserfolge als Lehrer lehnte er andere Angebote ab, etwa einen Lehrstuhl für Mathematik an der Universität Kapstadt. Er schlug auch das Angebot aus, an die Universität Cambridge zu ziehen, als er Fellow des St. John’s College wurde. Der Grund waren die dort erforderlichen sozialen Kontakte mit anderen Fellows.
Er ist bekannt für einen nach ihm (und häufig zusätzlich Derrick Henry Lehmer) benannten Primzahltest (1914). Außerdem entwickelte er einen nach ihm benannten Algorithmus (1917) zur Lösung der Gleichung {\displaystyle x^{2}\equiv a{\pmod {p}},\,} (wobei a ein quadratisches Residuum ist, gesucht wird x). Er gilt auch als Pionier der mathematischen Behandlung der Theorie der Antennen (1897), für die er eine Integralgleichung ableitete. Er behandelte auch das Problem des Hohlwirbels (Hollow Vertex) in konformen Abbildungen (mit Anwendungen in der Strömungsmechanik zum Beispiel beim Wirbelsturmauge). Eine Arbeit von ihm aus dem Jahr 1905 leitete Eigenschaften der später als Metamaterial bekannten optischen Materialien ab.
Er war Fellow der Royal Society.

## Schriften
- The determination of the prime or composite nature of large numbers by Fermat's theorem, Proceedings of the Cambridge Philosophical Society, Band 18, 1914, S. 29–30.
- Electrical oscillations in wires, Proc. Cambridge Phil. Soc., Band 9, 1897, S. 324–332
- The complete system of the periods of a hollow vortex-ring, Phil. Trans. Roy. Soc., Band 186, 1895, S. 603, Archive